# Черкашин, Иван Андреевич
Иван Андреевич Черкашин (15 мая 1912, село Кандауровка, Оренбургская губерния, Российская империя — 9 апреля 1978, Бузулук, Оренбургская область, РСФСР, СССР) — бригадир колхоза имени Свердлова Курманаевского района Оренбургской области, Герой Социалистического Труда (1966).

## Биография
Родился 15 мая 1912 года в селе Кандауровка (ныне — Курманаевский район Оренбургской области) в крестьянской семье.
Окончил начальную школу, с 12 лет начал усердно трудиться в колхозе. Прошёл подготовку по курсу комбайнёров-бригадиров, после в течение двух лет работал трактористом.
С 1934 по 1936 годы проходил службу в рядах Красной Армии, после возвращения вновь начал работать в колхозе комбайнёром.
Во время Великой Отечественной войны (1941—1945) вновь призван в ряды Красной Армии.
В 1945 году — становится командиром взвода 656-го отдельного линейного батальона связи 3-го Белорусского фронта, в звании лейтенанта.
После окончания войны Иван Андреевич продолжил работать в колхозе трактористом и комбайнером.
В 1949 году был назначен заведующим отделом строительства райисполкома. После занимал должность председателя колхоза в поселке Восточный. Затем произошло объединения колхозов, и был образован колхоз им. Свердлова Курманаевского района Чкаловской (ныне Оренбургской) области, в котором И. А. Черкашин возглавил тракторно-полеводческую бригаду.
Бригада прославилась по всей области высокой выработкой техники, а также высокими показателями урожайности. В 1960-е годы средняя урожайность превышала 16 центнеров с гектара, а после увеличилась до 20—23 центнеров.
Указом Президиума Верховного Совета СССР от 23 июня 1966 года за успехи, достигнутые в увеличении производства и заготовок пшеницы, ржи, гречихи, других зерновых и кормовых культур и высокопроизводительном использовании техники присвоено звание Героя Социалистического Труда с вручением ордена Ленина и золотой медали «Серп и Молот».
Был избран членом Курманаевского райкома КПСС, а также депутатом райсовета.
Умер 9 апреля 1978 года.

## Награды
- 13.03.1945 — орден Отечественной войны 2-й степени;
- 13.03.1945 — орден Красной Звезды;
- 23.06.1966 — звание Герой Социалистического Труда с золотой медалью Серп и Молот и орден Ленина «за увеличение производства и заготовок пшеницы, ржи, гречихи, других зерновых и кормовых культур и высокопроизводительном использовании техники».